# جبل مقلة
جبل مقلة ('Jabal Maqla) هو جبل يقع في شمال غرب المملكة العربية السعودية، بالقرب من الحدود الأردنية ، وفوق خليج العقبة، ويقع في منطقة تبوك، السعودية.
المقلة هي واحدة من أطول الجبال في شبه الجزيرة العربية ويقدر ارتفاع التضاريس حولها بـ 2,326 متر (7,631 قدم) عن مستوى البحر. يقع في جبال قوم مدين. ولجبل مقلة تسميات مختلفة وينطق بعدة أسماء، منها: المقلة، جبل المقلع، المكلا، جبل المقلة، المكل، جبل المجلي، جبل المغلة و"جبل مقلع". يعني اسمه "جبل بيرنت" (Burnt Mountain) والذي يعزى إلى الصخور البركانية السوداء التي تغطي الجبل ذو اللون البني. تقع في خط العرض 28° 35' 48.27 "شمالاً"، خط الطول 35° 20' 7.77"E
تقع مدينةالبدع في شمال السعودية. يقع الجبل بالقرب من أطول جبل في المملكة العربية السعودية، وهو جبل اللوز الذي يبعد حوالي 7 كيلومترات إلى الشمال ويبلغ طوله بضع مئات من الأمتار.

## الجيولوجيا
تتكون قمة جبل مقلا بشكل رئيسي من قرون داكنة اللون مستمدة من الصخور البركانية المتحولة التي كانت في الأصل تدفقات الحمم البركانية السيليكية والمافيكية ، والتريكس البريكاسيات، والأحجار الخضراء المجزأة. تتألف المنحدرات الوسطى والسفلى لجبل مقلا من الغرانيت ذي اللون الفاتح، والذي تم اقتحامه في الأبواق البعيدة. هذا هو نفس الغرانيت الذي يضم جبل اللوز. يقع جبل مقلة على بعد حوالي 7 كيلومترات من الجنوب، وبضع مئات من الأمتار.